# László Rajk
László Rajk (8. května 1909, Székelyudvarhely – 15. října 1949, Budapešť) byl maďarský ministr vnitra a zahraničních věcí, odsouzený ve vykonstruovaném procesu k trestu smrti a následně popravený.

## Biografie
László Rajk se narodil v roce 1909 v sedmihradském Székelyudvarhely (dnes Odorheiu Secuiesc, Rumunsko). Do komunistické strany vstoupil v mladém věku; za svoje politické názory byl vyloučen z university. Bojoval ve španělské občanské válce a po porážce republikánů byl internovaný ve Francii do roku 1941, kdy se pak vrátil do Maďarska. Stal se tajemníkem ilegální komunistické strany. V prosinci 1944 byl zatčen, ale před popravou ho zachránil jeho bratr Endre. V roce 1946 byl Rajk ustanoven ministrem vnitra a založil státní bezpečnostní organizaci ÁVO (později ÁVH). Od srpna 1948 byl ministrem zahraničních věcí. Po roztržce mezi SSSR a Titovou Jugoslávií byl Rajk 30. května 1949 zatčen.

## Proces s László Rajkem
V procesu se sedmi dalšími, který byl inscenován sovětskými poradci Lichačovem a Makarovem vyslanými do Maďarska Stalinem, byl László Rajk obviněn jako titoista, zrádce a špión, který chtěl nastolit v Maďarsku kapitalistický systém. Proces se konal od 16. září do 24. září 1949 ve velké hale budovy odboru kovodělníků v Budapešti. Rajk učinil doznání ve smyslu obžaloby poté, co jej zmínění poradci před procesem přesvědčili, že dostane jen mírný trest. Navzdory tomu byli Rajk spolu s obviněnými Dr. Tiborem Szönyim a Andrásem Szalaiem odsouzeni k smrti.
Další podobné inscenované procesy s „titoisty“ a „buržoazními nacionalisty“ podle přímých instrukcí sovětských poradců pokračovaly v Bulharsku s Trajčo Kostovem (1949), v Polsku s Władysławem Gomułkou a v Československu s Gustávem Husákem (1954) a Rudolfem Slánským (1952).

### Obžalovaní
- László Rajk (1909), ministr zahraničních věcí (trest smrti)
- György Pálffy (1909), generálporučík (rozsudek přesunut na vojenský tribunál - trest smrti)
- Lazar Brankov (1912), vyslanecká rada, jugoslávské vyslanectví (doživotí)
- Dr. Tibor Szönyi (1903), člen národního shromáždění (trest smrti)
- András Szalai, (1917), vládní činitel (trest smrti)
- Milan Ognjenovich (1916), vládní činitel (9 let)
- Béla Korondy (1914), plukovník policie (rozsudek přesunut na vojenský tribunál - trest smrti)
- Pál Justus (1905), člen národního shromáždění (doživotí)

## Rehabilitace
V březnu 1956 byl Rajk rehabilitován a 6. října 1956 znovu pohřben spolu se svými dvěma společníky, kteří byli odsouzeni k smrti. Tato událost byla protestem proti vládě Mátyáse Rákosiho a vedla k Maďarskému povstání, které začalo 23. října 1956.